# Tuindorp Oostzaan
Tuindorp Oostzaan è un quartiere nello stadsdeel di Amsterdam-Noord, nella città di Amsterdam.
Tra la Prima e la seconda guerra mondiale furono costruiti ad Amsterdam molti quartieri: Tuindorp Oostzaan è uno di questi. Nel 1940 fu sottoposto a duri bombardamenti ma nel dopoguerra fu totalmente ricostruito. In questo quartiere sono presenti molte fabbriche e cantieri navali che, sfruttando il fiume IJ che passa attraverso il quartiere, danno lavoro a molti abitanti del quartiere.